# サイクロバクター・アエスツアリイ
サイクロバクター・アエスツアリイ（Psychrobacter aestuarii）はプロテオバクテリア門ガンマプロテオバクテリア綱シュードモナス目モラクセラ科サイクロバクター属の種の一つであり、韓国の南海の干潟堆積物から分離された、グラム陰性、偏性好気性、非胞子形成性、非運動性の真正細菌である。